# Tlogohendro
Tlogohendro is een bestuurslaag in het regentschap Pekalongan van de provincie Midden-Java, Indonesië. Tlogohendro telt 2324 inwoners (volkstelling 2010).